# Oxyjulis californica
Oxyjulis californica es una especie de peces de la familia Labridae en el orden de los Perciformes.

## Morfología
Los machos pueden llegar alcanzar los 25 cm de longitud total.

## Distribución geográfica
Se encuentra desde Salt Point (California, Estados Unidos) hasta la Península de Baja California (México ).